# Queens—Lunenburg
Pour les articles homonymes, voir Lunenburg.
Queens—Lunenburg fut une circonscription électorale fédérale de Nouvelle-Écosse. La circonscription fut représentée de 1925 à 1949 et de 1953 à 1968.
La circonscription a été créée d'abord en 1924 d'une partie de Lunenburg et de Shelburne et Queen's. Abolie en 1947, elle fut redistribuée parmi Lunenburg et Queens—Shelburne.
La circonscription réapparut en 1952 à partir de Lunenburg et de Queens—Shelburne. Abolie à nouveau en 1966, la circonscription fut incorporée à South Shore.

## Géographie
En 1924, la circonscription de Queens—Lunenburg comprenait:
- Le comté de Queens
- Le comté de Lunenburg

En 1952, la circonscription comprenait:
- Le comté de Queens
- Le comté de Lunenburg

## Députés
1925 - 1949
1. 1925-1926 — William Duff, PLC
2. 1926-1935 — William G. Ernst, Cons.
3. 1935-1945 — John James Kinley, PLC
4. 1945-1949 — Robert H. Winters, PLC

1953 - 1968
1. 1953-1957 — Robert H. Winters, PLC
2. 1957-1968 — Llyod R. Crouse, PC

- PC = Parti progressiste-conservateur
- PLC = Parti libéral du Canada